# Allée du Professeur-Jean-Bernard
L'allée du Professeur-Jean-Bernard est une voie du 10e arrondissement de Paris, en France. Son nom rend hommage à Jean Bernard.

## Situation et accès

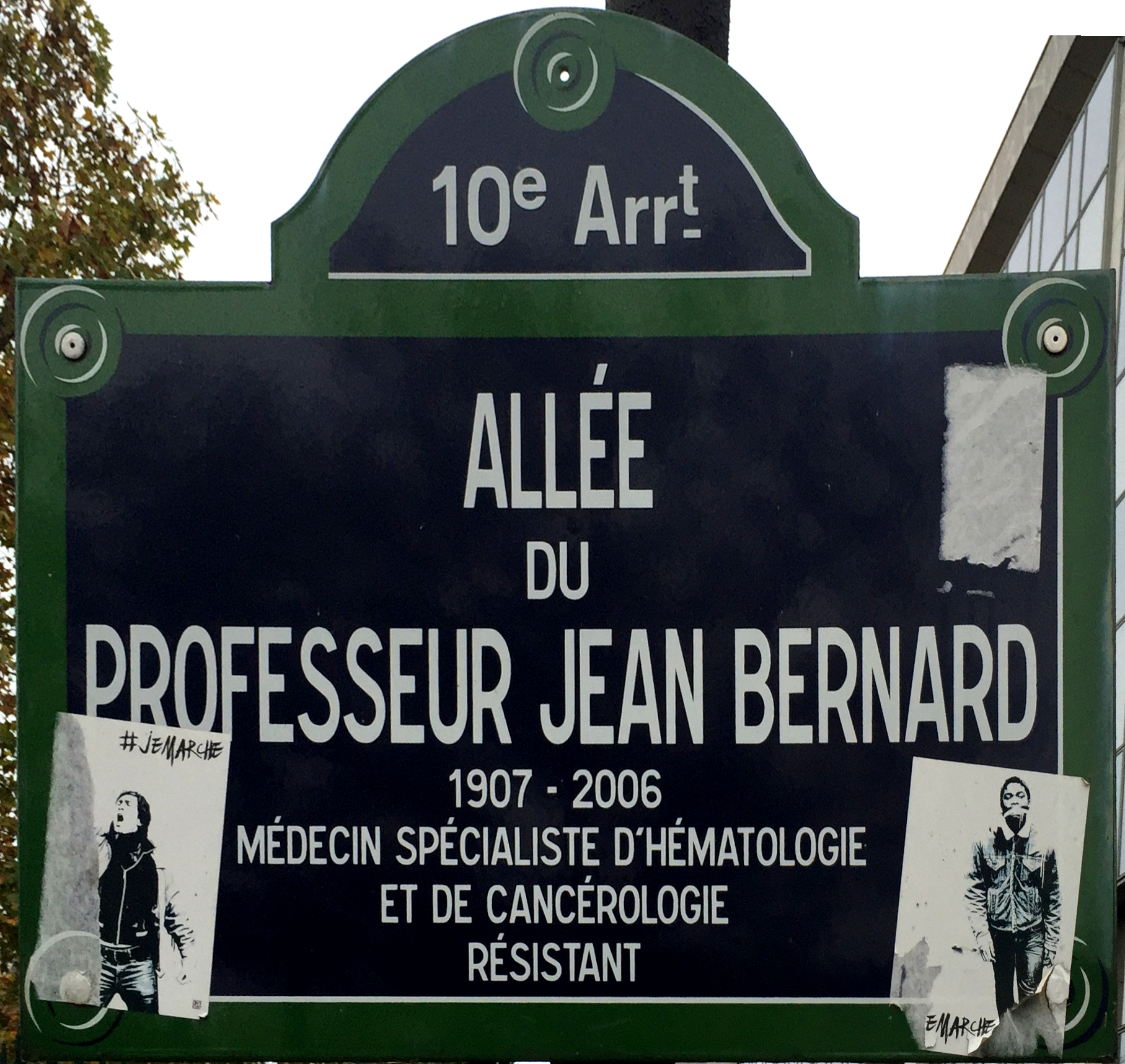
Panneau de la voie.

L'allée du Professeur-Jean-Bernard est une voie mixte située dans le 10e arrondissement de Paris. Elle débute au 115, quai de Valmy et se termine au 6, avenue de Verdun. Elle longe le jardin Villemin par le nord.
La partie commençant 115, quai de Valmy et comprise entre les numéros 2 et 8, est publique. Le restant est une voie privée intérieure à l'université Paris VII.

## Origine du nom
Elle porte le nom du médecin spécialiste Jean Bernard (1907-2006), élu à l'Académie française en 1975, Grand-Croix de la Légion d'honneur et de l'ordre national du Mérite, croix de guerre 1939-1945 et titulaire de la médaille de la Résistance.

## Historique
La voie est ouverte dans le cadre de l'aménagement de la ZAC Valmy-Villemin, sous le nom provisoire de « voie S/10 », puis d'« allée du Canal », avant de prendre sa dénomination actuelle par arrêté municipal du 28 février 2008. 